# Vierzon
Vierzon is een stad en gemeente in het Franse departement Cher (regio Centre-Val de Loire). De gemeente telde 25.254 inwoners op 1 januari 2022. Het is de onderprefectuur van het arrondissement Vierzon en de op een na grootste gemeente van het departement.

## Geschiedenis
Er was waarschijnlijk hier al een Gallische en later een Gallo-Romeinse nederzetting. Het middeleeuwse Vierzon ontstond op de andere oever van de Cher rond een benedictijner abdij en een mottekasteel. In de abdij werden de relieken van de heilige Perpetua bewaard en dit trok vele pelgrims aan. De stad, gelegen ten westen van het kasteel, werd ommuurd. In 1196 werd de stad geplunderd door het leger van Richard Leeuwenhart. In 1356 nam een Engels leger onder leiding van Jean de Grailly de stad in. Het kasteel en de abdij werden in brand gestoken. In 1370 werd de stad door de Fransen heroverd.
In 1632 werd Vierzon getroffen door een pestepidemie. Volgens de legende werd de epidemie gestopt nadat de relieken van Perpetua in processie door de stad waren gedragen. Perpetua werd de patroonheilige van de stad.

### Moderne tijd
Na de Franse Revolutie werden twee gemeenten opgericht: Vierzon-Ville en Vierzon-Villages. Van die laatste gemeente werd in 1887 Vierzon-Bourgneuf afgesplitst en in 1936 Vierzon-Forges. Pas in 1937 werden de vier gemeenten verenigd.
Aan het einde van de 18e eeuw kwamen er hoogovens en metaalnijverheid in Vierzon. Aan het begin van de 19e eeuw kwam ook er porseleinproductie. In 1840 werd het Canal de Berry geopend. De komst van de spoorweg in Vierzon in 1847 gaf een sterke impuls aan de economie. Vierzon werd een spoorwegknooppunt. In 1848 stichtte Célestin Gérard bij het station de Société Française de Vierzon. Hier werden allerlei landbouwmachines waaronder tractors gebouwd. Het bedrijf kende een sterke groei in het eerste kwart van de 20e eeuw. De firma werd overgenomen in 1958 en geleidelijk aan verminderde de productie. In de tweede helft van de 19e eeuw openden twee glasfabrieken de deuren. Zij sloten in 1957. Vierzon werd een arbeidersgemeente. In 1886 brak een grote staking uit in de fabrieken van Vierzon. In 1937 kreeg Vierzon een communistische burgemeester en ook na de Tweede Wereldoorlog behield de stad gedurende decennia een links bestuur.
De demarcatielijn tussen bezet en Vichy-Frankrijk liep dwars door de gemeente. Tussen juni en augustus 1944 werd de stationsbuurt getroffen door elf geallieerde luchtbombardementen, waarvan het zwaarste op  1 juli 1944 plaatsvond. Hierbij vielen 52 burgerdoden en 14 Britse bommenwerpers werden neergehaald. 

## Geografie
De oppervlakte van Vierzon bedroeg op 1 januari 2022 74,5 vierkante kilometer; de bevolkingsdichtheid was toen 339 inwoners per km².
De Cher stroomt door de gemeente.
De onderstaande kaart toont de ligging van Vierzon met de belangrijkste infrastructuur en aangrenzende gemeenten.

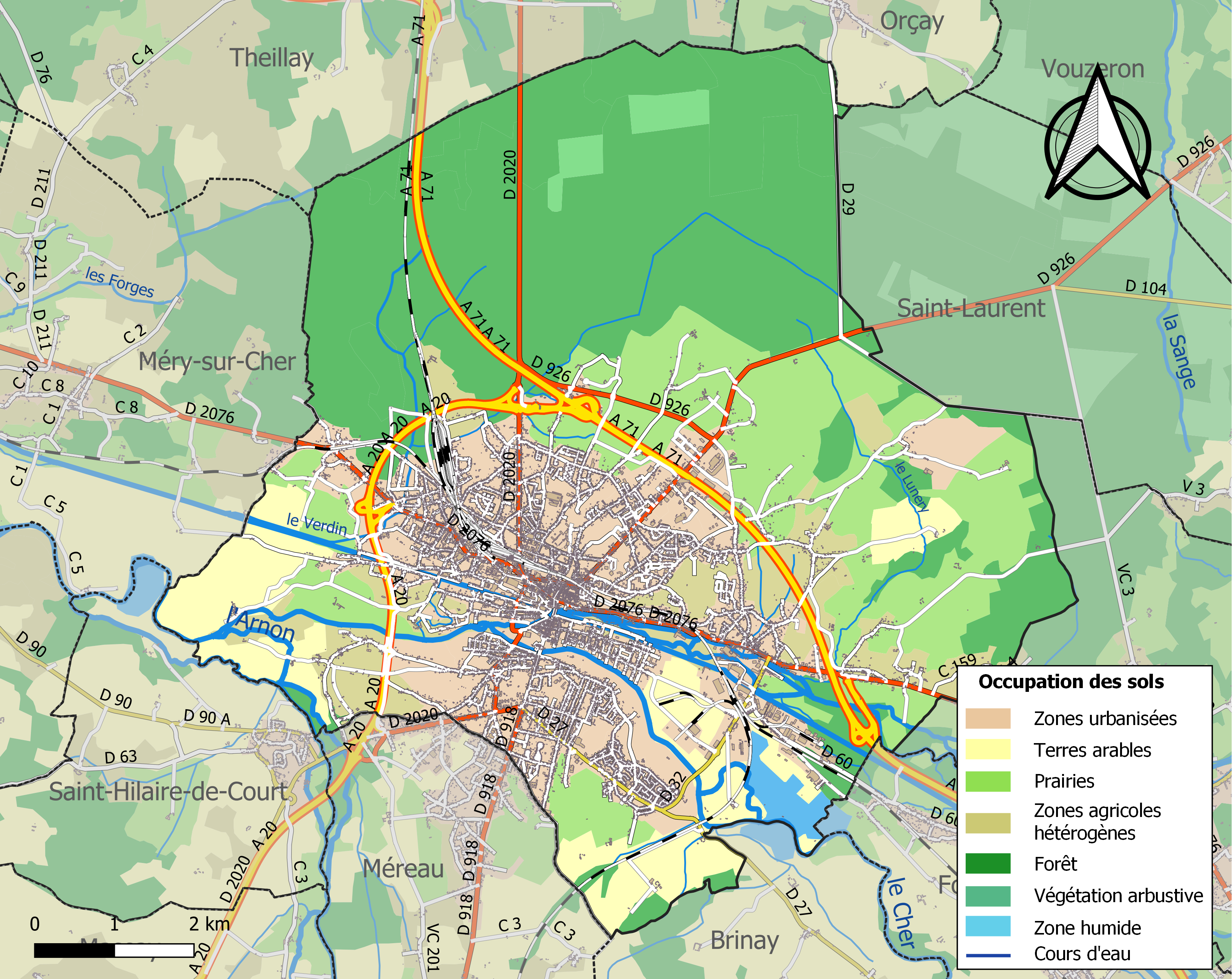

## Economie
Vierzon heeft een rijk industrieel verleden. Aan het begin van de 20e eeuw telde de gemeente een tiental manufacturen waar porselein werd gemaakt. Ook waren er glas- en kledingfabrieken en een fabriek voor landbouwmachines (Société Française de Vierzon). Door het vertrek van de industrie kende Vierzon aan het einde van de 20e eeuw een sterke werkloosheid. De tertiaire sector en de logistiek wonnen aan belang al blijft de industriële tewerkstelling belangrijk.

## Verkeer en vervoer
In de gemeente liggen de spoorwegstations Vierzon en Vierzon-Forges.
Tussen 1904 en 1939 reed er een tram in Vierzon van de Tramways de l’Indre.
De autosnelwegen A20, A71 en A85 lopen door de gemeente.

## Demografie
Onderstaande figuur toont het verloop van het inwoneraantal van Vierzon vanaf 1962.
Bron: Frans bureau voor statistiek. Cijfers inwoneraantal volgens de definitie population sans doubles comptes (zie de gehanteerde definities)

## Monumenten en toerisme
- Église Notre-Dame (12e-15e eeuw)
- Belfort (12e eeuw)
- Musée de Vierzon, museum in de voormalige fabriek van de Société Française de Vierzon. Het museum over de industriële en de spoorweggeschiedenis van Vierzon is erkend als Musée de France. De fabrieksgebouwen uit het begin van de 20e eeuw zijn beschermd als historisch monument.
- Musée des Fours Banaux, museum met twee dwangovens uit de 15e eeuw en onder andere een maquette van het middeleeuwse Vierzon.
- Les jardins de Vierzon, voornamelijk gelegen in het centrum van de stad: art-decotuinen (onder andere de Square Lucien-Beaufrére) en monumenten van de architect Karcher

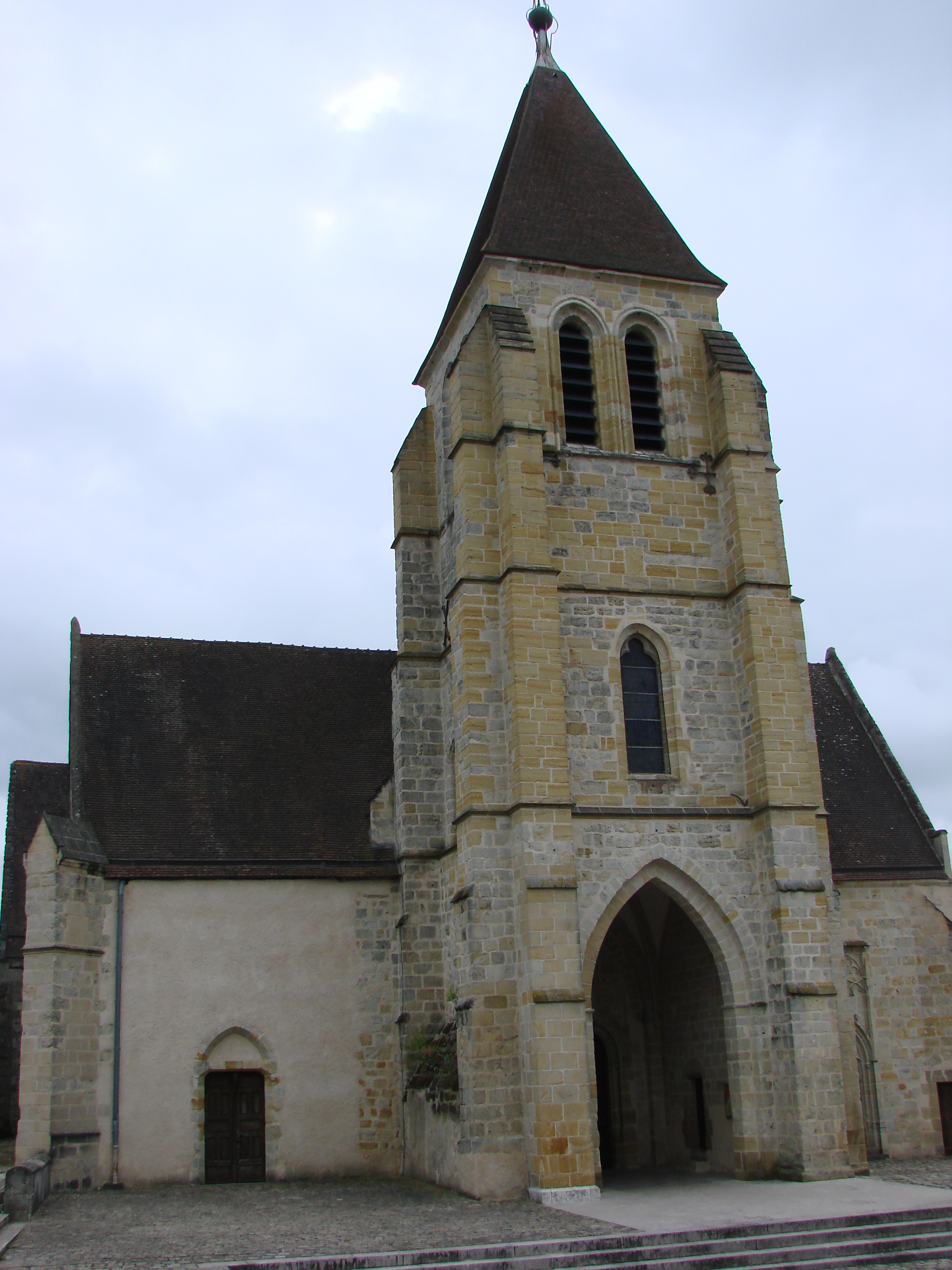
Kerk Notre-Dame
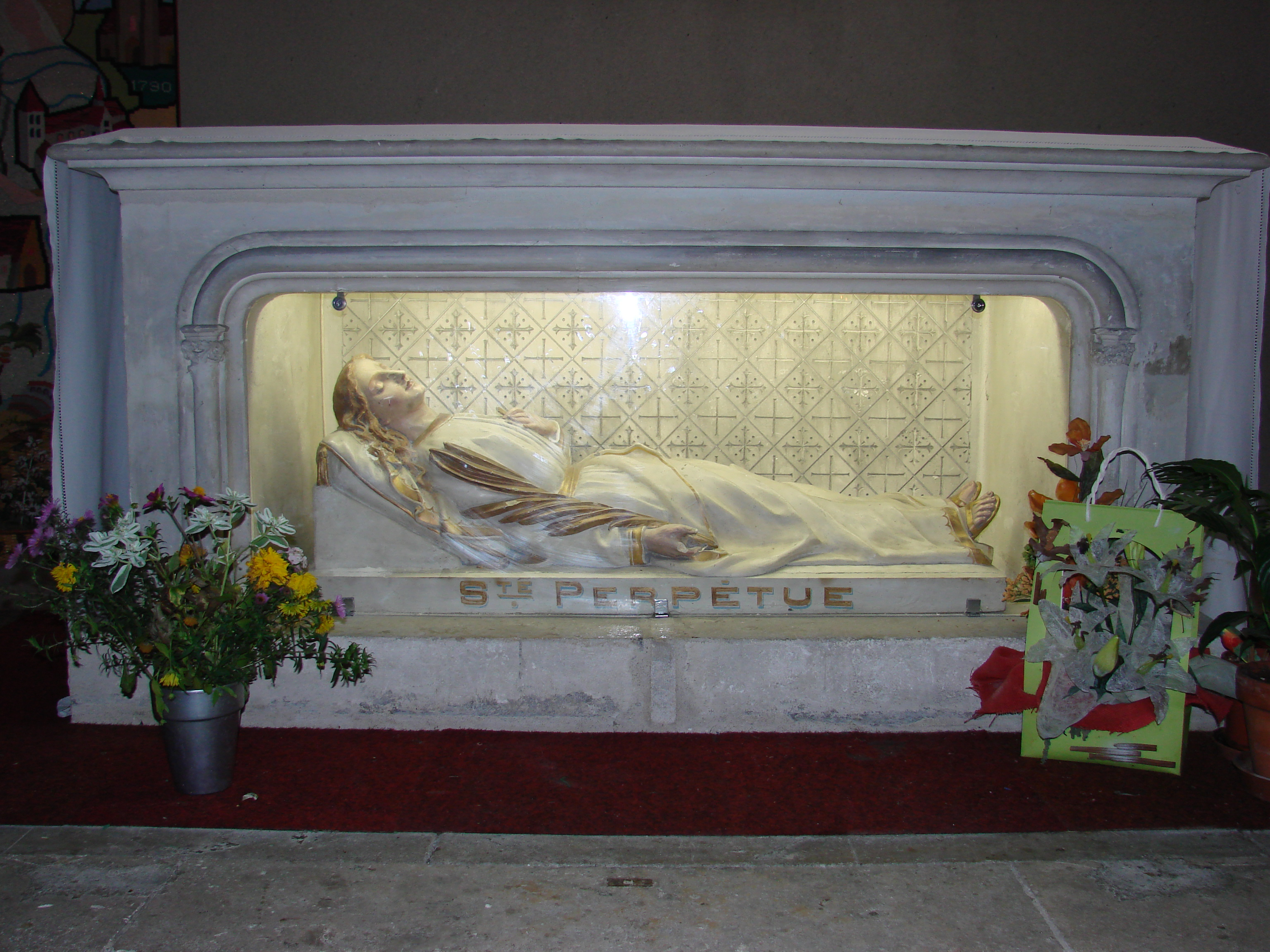
Reliekschrijn van de heilige Perpetua
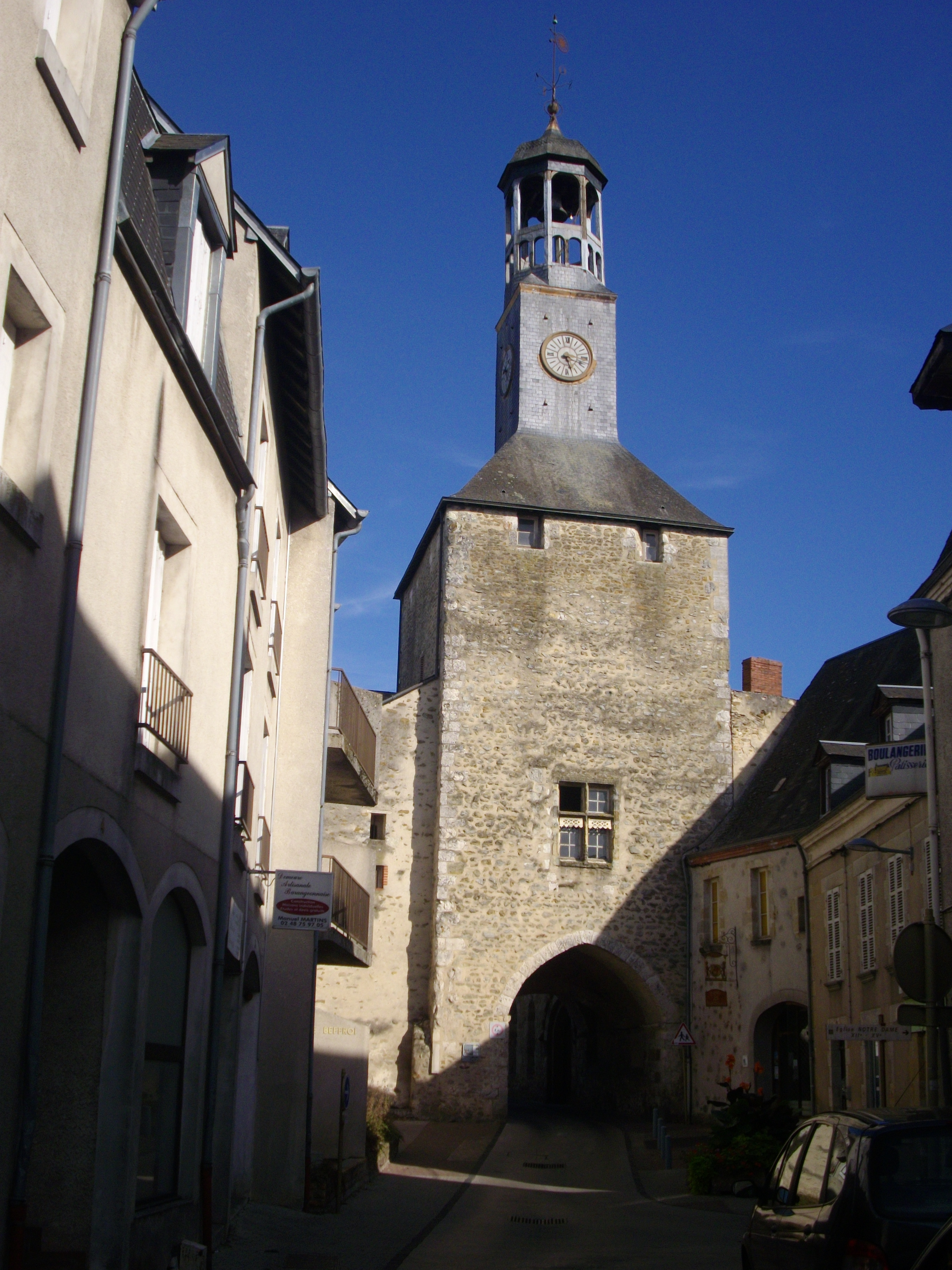
Belfort
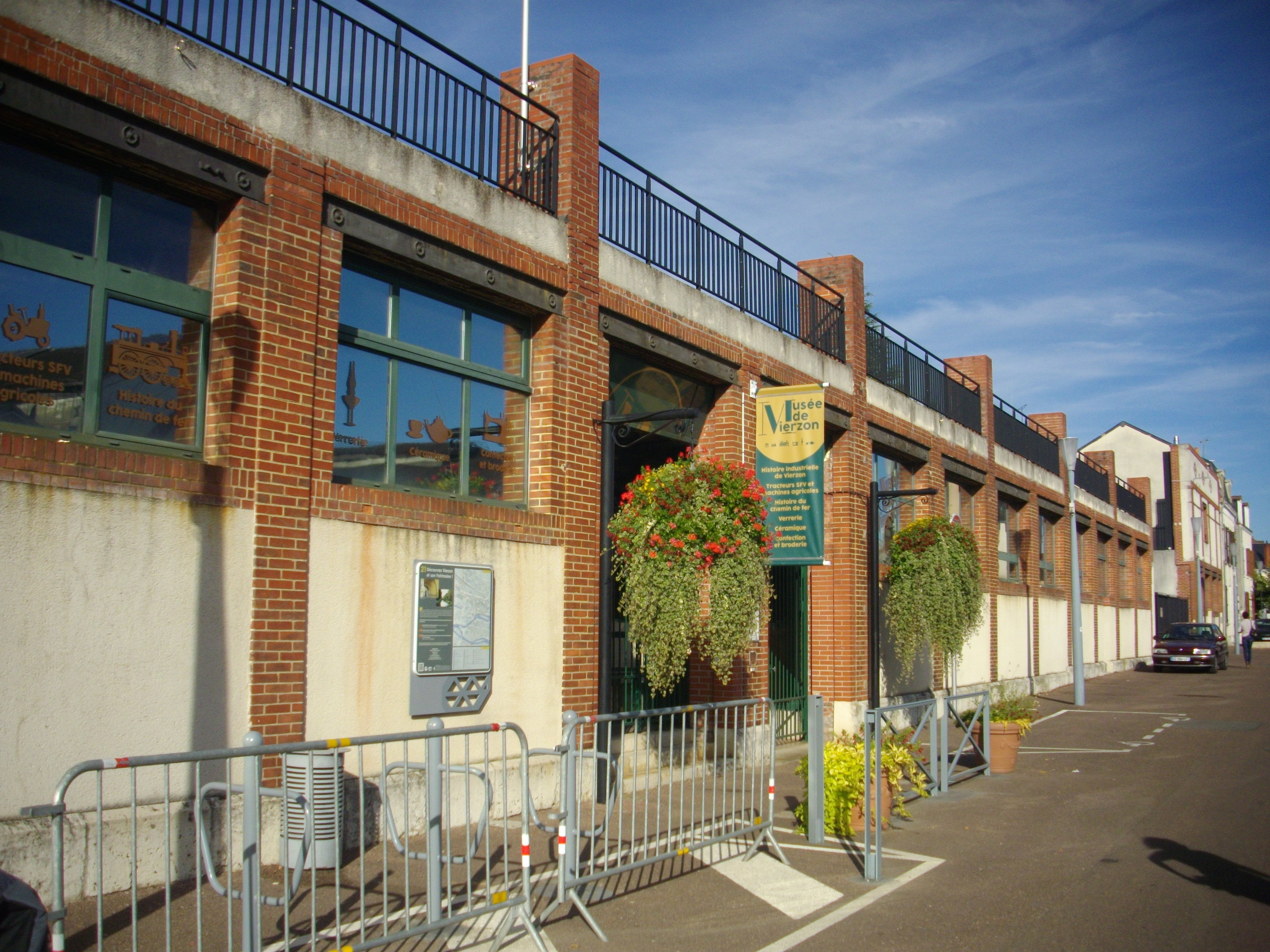
Musée de Vierzon
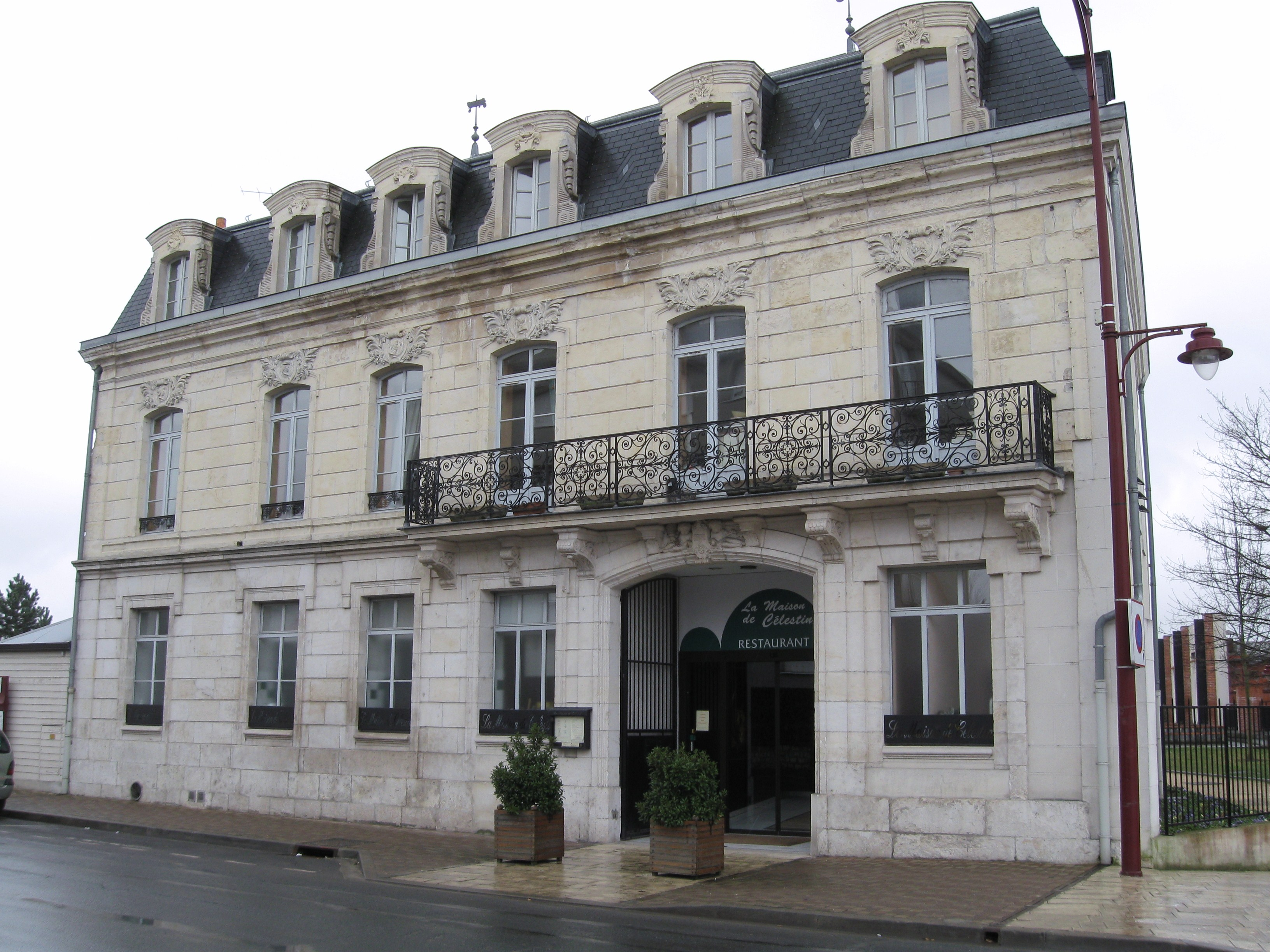
Het huis van Célestin Gérard
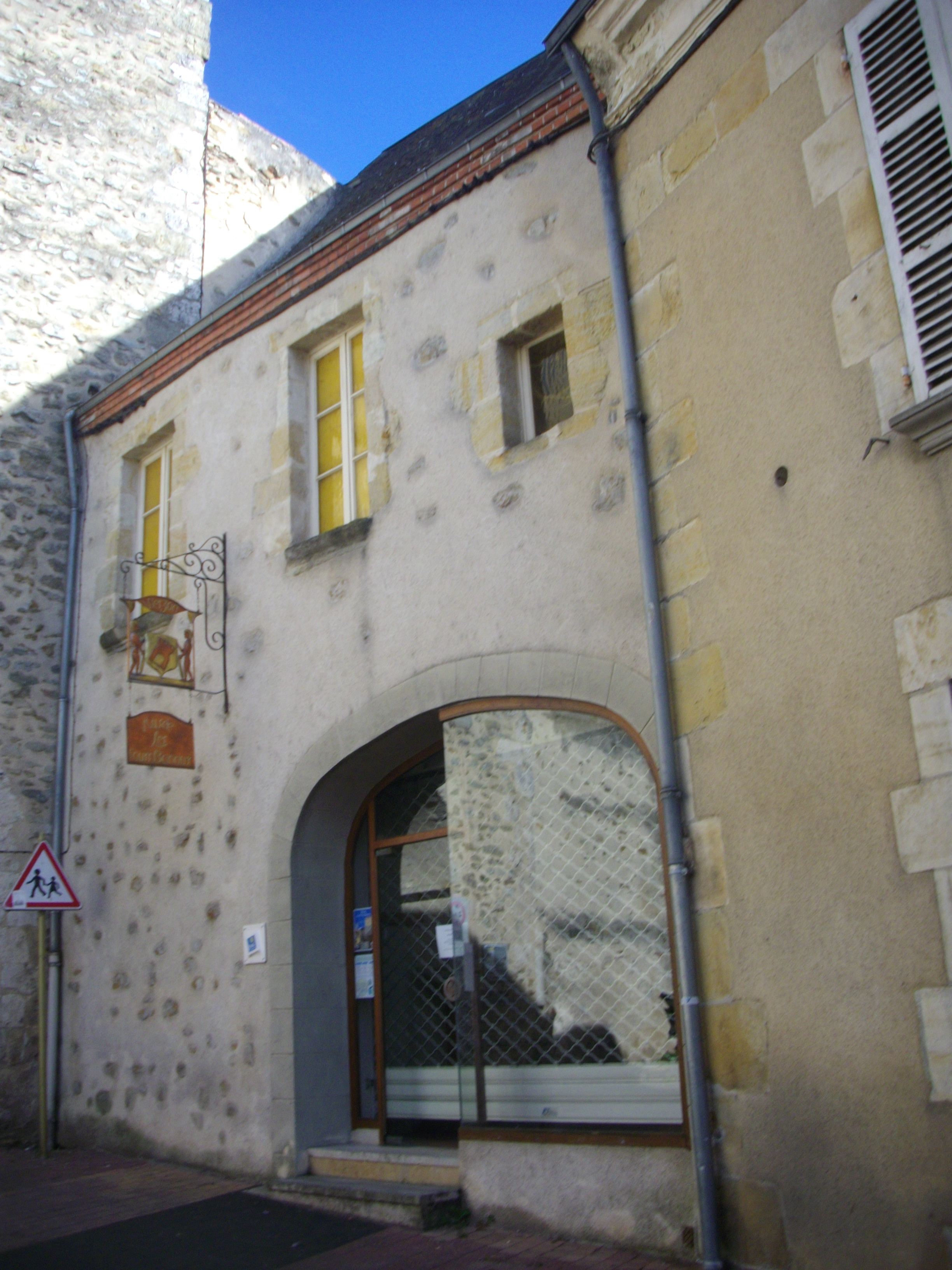
Musée des Fours Banaux
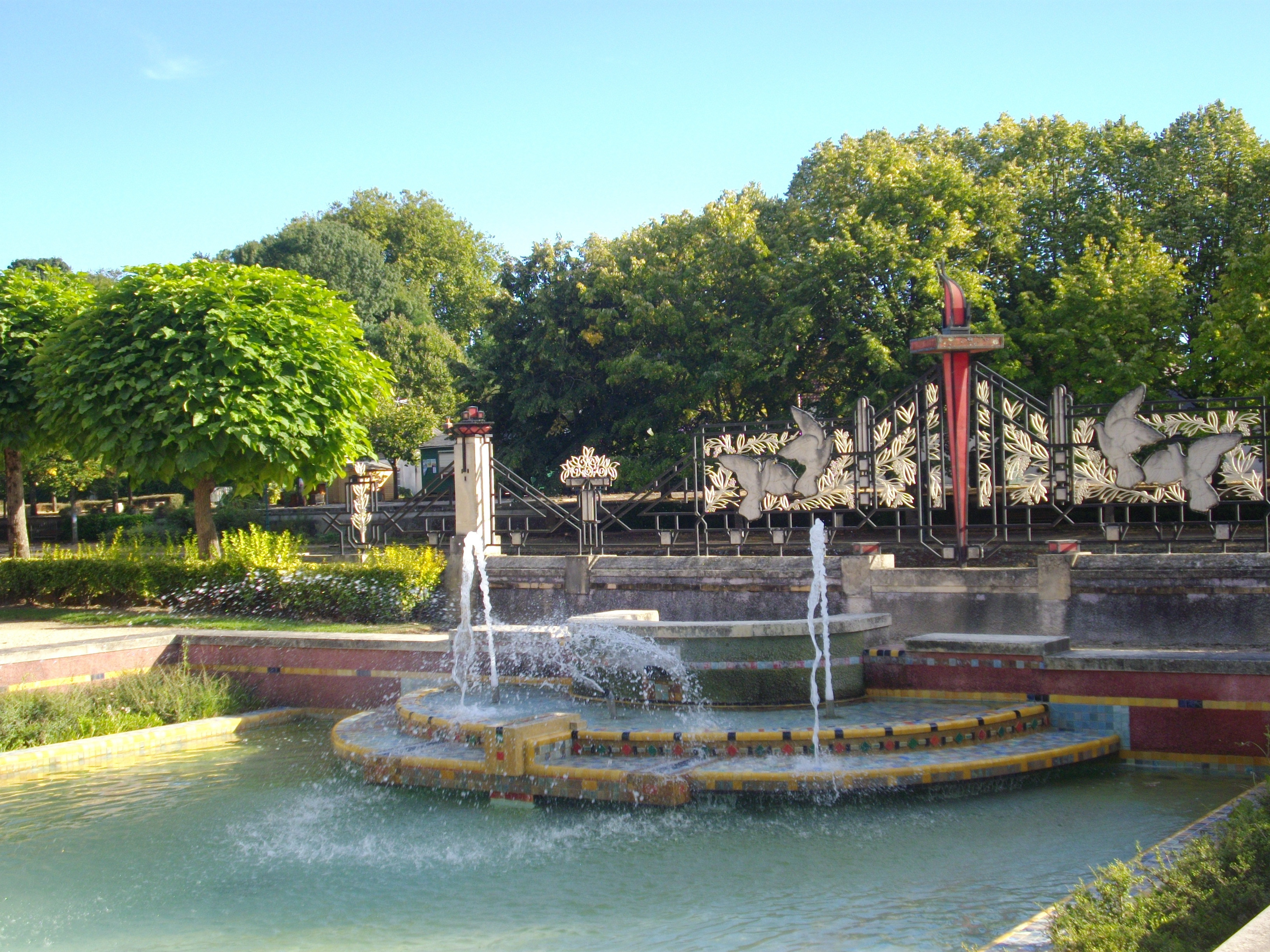
Square Lucien Beaufrère

## Sport
Vierzon was op 2 juli 2021 voor het eerst etappeplaats in de wielerkoers Ronde van Frankrijk. De etappe naar Le Creusot werd gewonnen door de Sloveen Matej Mohorič.

## Vriendschapsbanden
De stad Vierzon heeft vriendschapsbanden met de volgende steden:
- Barcelos (Portugal)
- Bitterfeld (Duitsland)
- Develi (Turkije)
- Dongxihu (China)
- El Jadida (Marokko)
- Hereford (Verenigd Koninkrijk)
- Kahalé (Libanon)
- Kamienna Góra (Polen)
- Miranda de Ebro (Spanje)
- Rendsburg (Duitsland)
- Ronvaux (Frankrijk)
- Sig (Algerije)
- Wittelsheim (Frankrijk)

## Beroemde personen
- Célestin Gérard (1821-1885), vader van de Vierzonse landbouwmachine
- Maurice Mac Nab (1856-1889), chansonnier
- Édouard Vaillant (1840-1915), politicus, socialistenleider
- Marc Sarreau (1993-), wielrenner